# سجناكي
سَجَناكي (باليونانية: σαγανάκι) في المطبخ اليوناني هي واحدة من مجموعة متنوعة من الأطباق المحضرة في مقلاة صغيرة، وأشهرها هو مقبلات الجبن المقلي.

## التسميّة
سُمي الطبق باسم المقلاة التي يتم تحضيرها فيها، وتسمى سَجَناكي، وهي مقلاة صغيرة بمقبضين، مشتقة من الكلمة التركية (sahan) أو «طبق نحاسي» ، وهي نفسها مستعارة من صحن بالعربي (صحن).

## التحضير
عادةً ما يكون الجبن المستخدم في جبن السَجَناكي هو الجرافيرا أو الكيفالوجرافيرا أو الحلومي أو الكسيري أو الكيفالوتيري أو جبن الفيتا. تشمل الاختلافات الإقليمية استخدام الجبن فورمايلا في أراشوفا، وحلومي في قبرص، وفلاهوتيري في ميتسوفو. يذوب الجبن في مقلاة صغيرة حتى يغلي ويقدم مع عصير الليمون والفلفل. يؤكل مع الخبز. يشمل الطبق المطبوخ في مقلاة ساجاناسكي: الروبيان، وبلح البحر، والتي عادة ما تعتمد على الفيتا وتتضمن صلصة الطماطم الحارّة.

### أسلوب تقديمه في أمريكا الشمالية
في العديد من مطاعم الولايات المتحدة وكندا، بعد قلي جبن السَجَناكي على المائدة (أحيانًا مع صيحة «أوبا!» )، وعادةً ما تنطفئ النيران بضغطة من عصير الليمون الطازج. يسمى هذا «سَجَناكي المشتعلة» ويبدو أنه نشأ في عام 1968 في مطعم بارثينون في جريكتاون بشيكاغو.

## أطباق مماثلة
في مصر، هنا الجبنة المقلية، المحضرة بنفس الطريقة وهي مقبلات شائعة وتعتبر من أشهر أطباق الإسكندرية.